# ستبردم والاس
ستبردم والاس (نام علمی: Myoictis wallacei) نام یک گونه از تبار ستبردم‌تباران است.